# Église Sainte-Marie de Dubuque
Pour les articles homonymes, voir Église Sainte-Marie.
L'église Sainte-Marie (Saint Mary's Church) est une ancienne église paroissiale catholique de l'archidiocèse de Dubuque aux États-Unis située à Dubuque (Iowa) au coin des 15e et White Streets. L'église est remarquable par sa flèche, une des plus élevées de la région. L'église a été inscrite au Registre national des lieux historiques en 2015, et ses dépendances inscrites comme contributing properties (en) du quartier historique de Washington à Dubuque, plus tard la même année, ce qui lui évite la démolition.

## Histoire

### Débuts
Dans les années 1840, de nombreuses familles d'immigrés allemands catholiques s'installent à Dubuque. Au début, elles suivent la messe à la petite cathédrale Saint-Raphaël, mais elle s'avère trop petite à cause de l'afflux de nouveaux immigrés allemands et irlandais. L'évêque, Mgr Mathias Loras (d'origine française), s'inquiète de la pastorale des Allemands et décide donc en 1840 d'accorder à une quarantaine de familles germanophones de former une nouvelle paroisse. 
Gerhard Hueckels fait don d'un terrain au coin de la 8e rue et de la rue White à Dubuque. L'église est construite en 1850 sous le vocable de la Sainte Trinité, avec un haut clocher. Au départ, elle est desservie par des prêtres de passage dont un missionnaire, le P. Gerhard Plathe, mais elle n'a un prêtre résident qu'en 1853, le P. William Edmonds, mais qui n'est pas germanophone.
L'afflux d'immigrés allemands connaît une forte croissance et l'église devient bondée. En 1863, son curé, le P. George Fendrick, fonde avec des membres de la paroisse l'Association catholique allemande de Dubuque. Son but est de faire construire une église plus grande pour la paroisse qui compte alors plus de 300 familles. Malgré l'opposition de la ville, l'association parvient à acheter un verger pour 3 000 dollars, au nord de l'église de la Sainte-Trinité. C'est le site de l'église actuelle.

### Construction de l'église St. Mary's
La construction de la nouvelle église commence en 1864, selon les plans de l'architecte John Mullany, auteur de l'abbaye de New Melleray et de la nouvelle cathédrale Saint-Raphaël. Le P. Aloysius Meis dirige la construction avec l'aide de paroissiens. L'édifice est de style néo-gothique.

### De 1867 à 1922

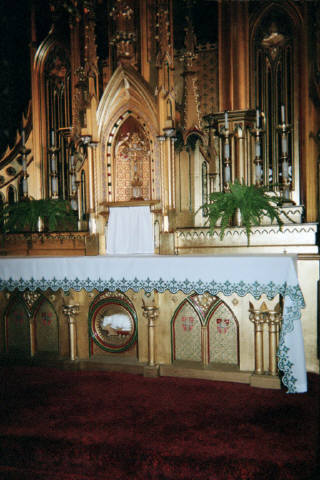
L'ancien maître-autel.

L'édifice reçoit sa dédicace le 10 février 1867, de Mgr John Hennessy, sous le vocable de sainte Marie. Pendant 55 ans, la population de Dubuque continue de croître,  surtout dans les années 1880 avec l'arrivée du chemin de fer. St. Mary's fonde à son tour quatre paroisses : l'église du Sacré-Cœur (1879), l'église du Saint-Esprit (1896), l'église de la Sainte-Trinité (1910), et l'église de la Nativité (1922), près de l'actuel Loras College.
L'orgue issu de la Hooks & Hastings Company a été installé au début des années 1870 et a été refait en 1965 par la Lima Pipe Organ Company d'Elida (Ohio). Il a trois claviers manuels et 33 jeux.
Le sanctuaire a été agrandi en 1911, suivi par la construction de deux petites chapelles au fond de l'église. Les vitraux venus de Bavière ont été installés en 1914. Douze grands vitraux honorent la Bienheureuse Vierge Marie, et une grande fresque murale montre l'Assomption derrière le maître-autel, sous l'invocation de laquelle l'église est placée.

### De 1922 à aujourd'hui

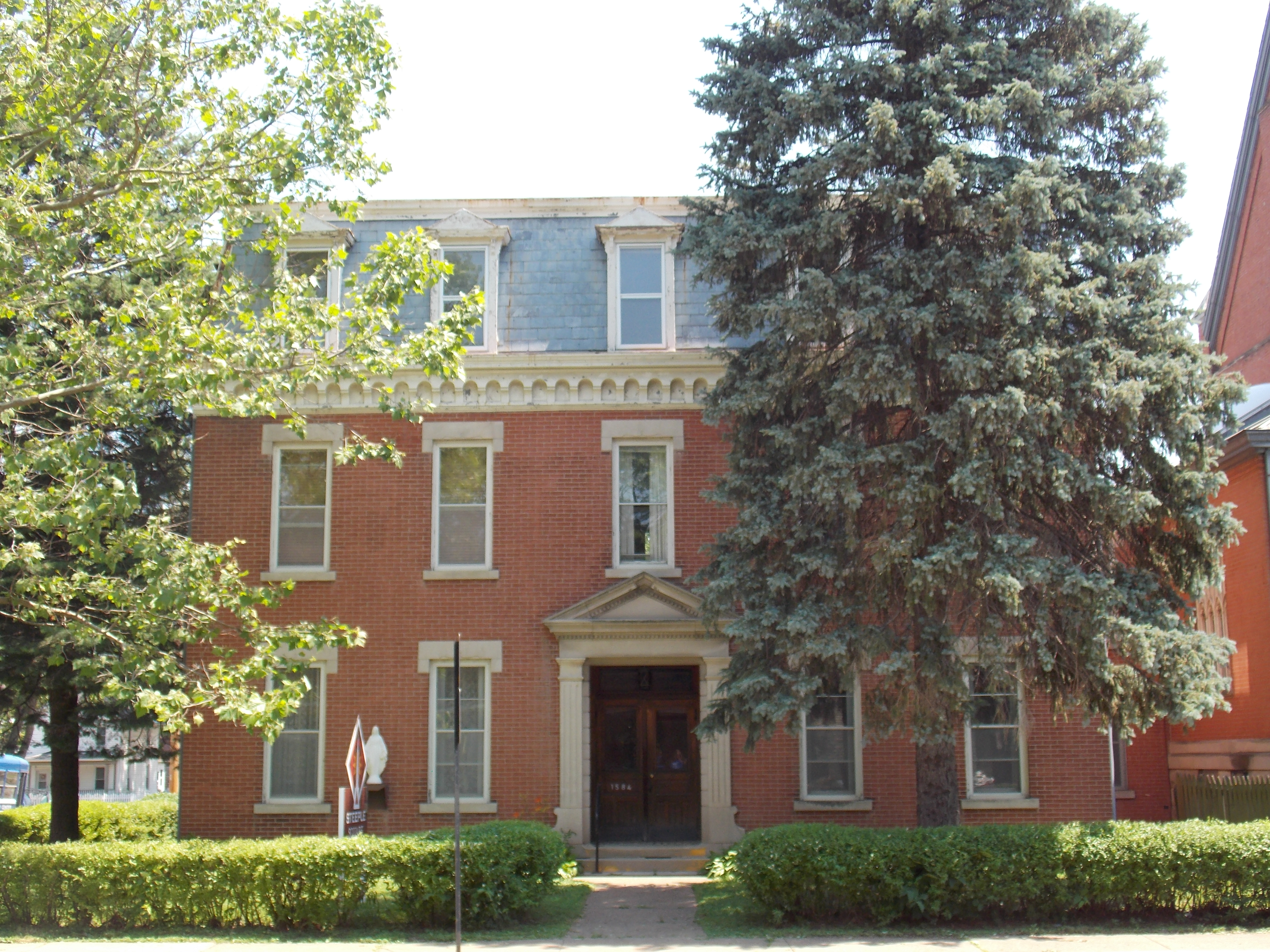
L'ancien presbytère

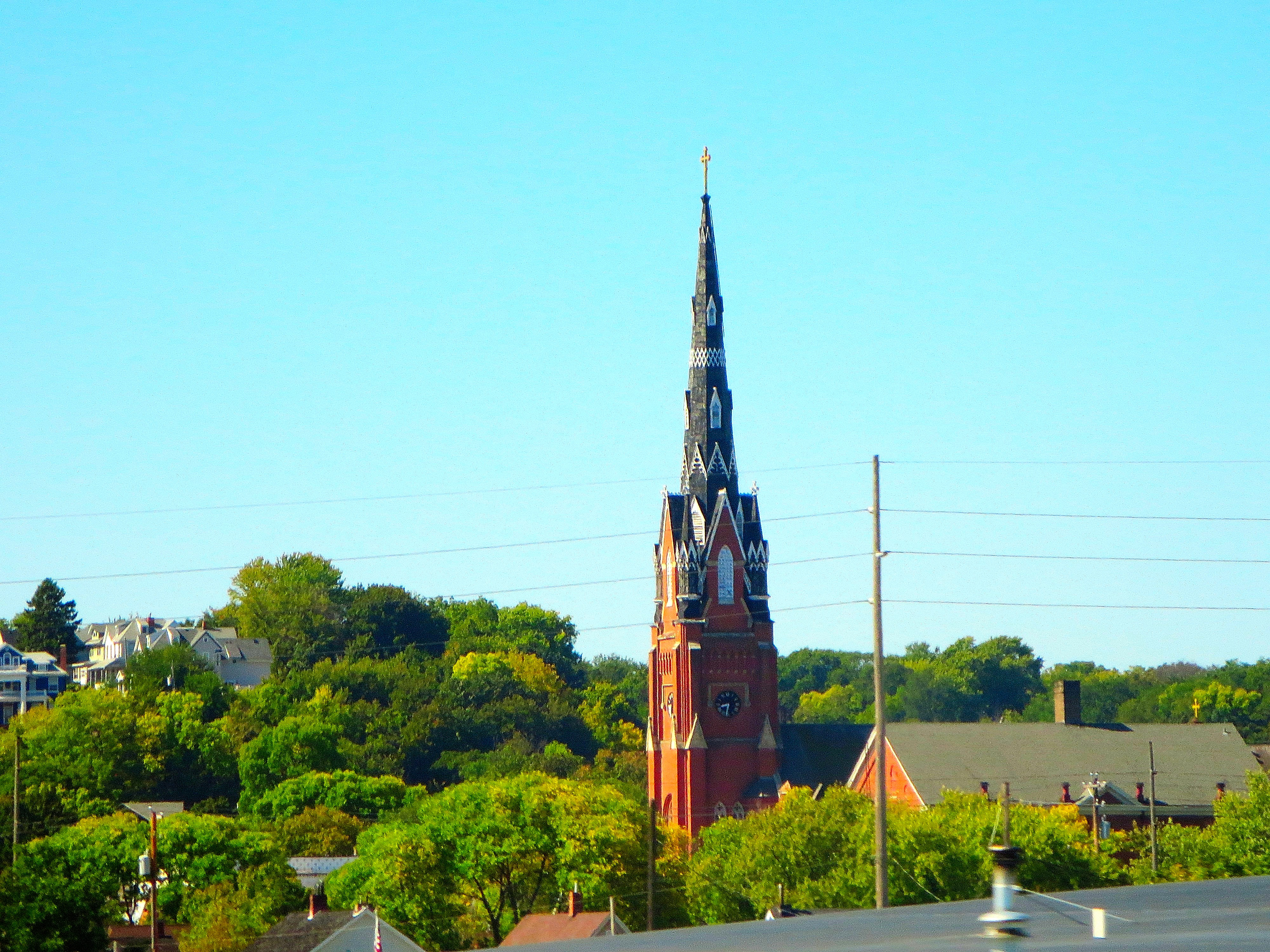
Vue de la flèche

En 1935, le P. Aloysius Schmitt est ordonné à Rome. Il rentre aux États-Unis, pour être vicaire à Sainte-Marie. En 1941, il est tué pendant l'attaque de Pearl Harbor.
L'intérieur est modifié dans les années 1970, à cause des réformes post-conciliaires, mais l'ancien maître-autel demeure heureusement en place. 
Dans les années 2000, St. Mary's partage ses efforts avec l'église Saint-Patrick proche, d'un point de vue administratif et scolaire. Mais le manque de prêtre l'affecte irrémédiablement, ainsi que le  déménagement de familles en banlieue. 
De plus la paroisse est grevée de dettes à cause de la baisse de la pratique dominicale. En 2009, l'archidiocèse annonce la fermeture prochaine de la paroisse. La dernière messe a lieu le 25 mai 2010 avec 700 fidèles. L'église n'est cependant pas déconsacrée. En 2014, un plan est étudié pour rénover les lieux pour en faire un espace de bureaux et des appartements à loyer modéré et d'autres facilités,.